# Фуникулокела
Фуникулокела је накупина серозне течности у семенској врпци, која се сматра посебним обликом препонске киле.  

## Етимологија
Како  је фуникулокела идентичног порекла и карактеристика као и хидрокела, често се назива и хидрокела семенске врпце. 

## Етиопатогенеза
Фуникулокела је водена кила испуњена плодовом водом. Најчешће је локализована у ингвиналном каналу или између ингвиналног канала и улаза у скроталну врећу. Како је посебан облик препонске киле, фуникулокела је често удружена са малом препонском килом. 
Узроци фуникулокеле су многобројни. Код деце је један од могућих узрока необлитерирана комуникација између трбушне дупље и скротума.   
Што се тиче другог типа или некомуницирајућег облика фуникулокеле, он настаје као последица неравнотеже између стварања, упијања (апсорпције) и накупљања течности у овојницама тестиса. Неки од узрока овог типа фуникулокеле су запаљењски процеси у подручју скротума и тестиса (епидимитис, орхитис), затим трауме тестиса, тумори тестиса итд.

## Клиничка слика
Клиничком сликом фуникулокеле доминира оток и осећај тежине у скротуму (мошницама) и препонама.

## Дијагноза
Присустви и величина фуникулокелокеле се може утврдити ултразвучним прегледом.

## Терапија
Иако родитељи најчешће питају лекаре да ли се фуникулокела може избушити како би се вишак течности елиминисао, то се не препоручује, јер се серозна течност врло брзо поново накупља и проблем није решен.
У случају изузетно великих фуникулокела, цео предњи зид киле се хируршки ексфолира или ослободи и уклони.